# Tidal (альбом)
Tidal — дебютний студійний альбом американської співачки та авторки пісень Фіони Еппл, виданий 23 липня 1996 року The WORK Group. Tidal випустив шість синглів: «Shadowboxer», «Slow Like Honey», «Sleep to Dream», «The First Taste», «Criminal» і «Never Is a Promise». «Criminal», найпопулярніший сингл альбому, отримав премію «Ґреммі» за найкращий жіночий рок-вокал 1998 року.

## Передісторія та сприйняття
«Коли я робила Tidal, — сказала Еппл 2000 року, — це було більше заради того, щоб довести себе; розповісти людям щось зі свого минулого. А також спробувати знайти друзів та подруг на майбутнє».
Tidal був добре сприйнятий критиками та критикинями, Дженні Еліску з Rolling Stone і Річард Харінгтон з The Washington Post описали його як зрілу роботу, яку можна порівняти з роботою співачок/авторок пісень Аланіс Моріссетт і Торі Еймос. 2010 року Rolling Stone поставив альбом на 83 місце серед 100 найкращих альбомів 1990-х років. Наступного року журнал Slant розмістив його під номером 74. Альбом представлений у книзі 1001 альбом, який ви повинні почути перед смертю. 2022 року журнал Rolling Stone поставив альбом на 25 місце у своєму списку «100 найкращих дебютних альбомів усіх часів», стверджуючи, що це «лише початок — і відтоді Еппл продовжує перевищувати себе у творчості».

Станом на липень 2016 року в США було продано 2,9 мільйона копій альбому.

## Треклист
Авторка слів і музики Фіона Еппл.
| #     | Назва                | Тривалість |
| ----- | -------------------- | ---------- |
| 1.    | «Sleep to Dream»     | 4:08       |
| 2.    | «Sullen Girl»        | 3:54       |
| 3.    | «Shadowboxer»        | 5:24       |
| 4.    | «Criminal»           | 5:41       |
| 5.    | «Slow Like Honey»    | 5:56       |
| 6.    | «The First Taste»    | 4:47       |
| 7.    | «Never Is a Promise» | 5:54       |
| 8.    | «The Child Is Gone»  | 4:14       |
| 9.    | «Pale September»     | 5:50       |
| 10.   | «Carrion»            | 5:43       |
| 51:31 |                      |            |

## Учасниці та учасники
Музиканти
- Фіона Еплл — вокал (всі треки), фортепіано (1–3, 5–9), Оптиган (2)
- Джон Брайон — гітара (1–2, 6, 10), Вібрафон (1–3, 5–6, 9–10), tack piano (1, 3, 6, 9), арфа (8, 10), dulcitone (2), маримба (2, 6), Чемберлин (4, 10), Оптиган (8)
- Джордж Блек — програмування барабанів (6)
- Метт Чемберлен — барабани (1–2, 4, 6, 8–10), перкурсія (1, 6, 10)
- Ларрі Корбетт — віолончель (7)
- Денні Франкель — ударні (3, 5), перкусія (6)
- Роб Лауфер — гітара (4)
- Сара Лі — бас-гітара (6, 9)
- Грег Лейс — педальна гітара (2, 8)
- Ембер Маггарт — гармонійний вокал (9)
- Ральф Моррісон — перша скрипка (7)
- Клаудія Пардуччі — друга скрипка (7)
- Грег Річлінг — бас-гітара (2–3, 5)
- Ден Ротчілд — бас (1, 4, 8, 10)
- Патрік Воррен — фортепіано (1, 4), Чемберлін (1–3, 5–6, 8–10)
- Еван Вілсон — альт (7)
- Ван Дайк Паркс — струнне аранжування (7)

Виробництво
- Ендрю Слейтер — виробництво
- Марк Ендерт — запис, зведення
- Клод «Свіфті» Ахілл — додаткова інженерія
- Браян Шойбле — додаткова інженерія
- Джим Вірт — додаткова інженерія
- Ніко Болас — додаткова інженерія
- Трой Гонсалес — помічник інженера
- Ел Сандерсон — помічник інженера
- Том Бенгарт — допомога у зведенні
- Тед Дженсен — мастеринг
- Валері Пак — координація виробництва
- Натаніель Голдберг — фотографія
- Фред Вудворд — артдиректор

## Чарти
| Чарт (1996–97)                                       | Peak position |
| ---------------------------------------------------- | ------------- |
| Австралія Australian Albums (ARIA)                   | 43            |
| Бельгія Belgian Albums (Ultratop Wallonia)           | 48            |
| Франція French Albums (SNEP)                         | 21            |
| Нова Зеландія New Zealand Albums (Recorded Music NZ) | 22            |
| США Billboard 200                                    | 15            |
| США Top Heatseekers Albums (Billboard)               | 2             |

| Чарт (1997)      | Позиція |
| ---------------- | ------- |
| US Billboard 200 | 41      |
| Чарт (1998)      | Позиція |
| US Billboard 200 | 98      |